# Kollektív kabinetfelelősség
A kollektív kabinetfelelősség vagy kollektív kormányfelelősség (angolul cabinet collective responsibility vagy collective ministerial responsibility) alkotmányos konvenció a westminsteri rendszerű kormányzatokban, amely szerint a kormány tagjainak a nyilvánosság előtt támogatniuk kell a kormány minden döntését, még azt is, amivel személyesen nem értenek egyet. Ebbe beletartozik az is, hogy a törvényhozási szavazásokban a kormányt támogatják. 
Egyes kommunista politikai pártok hasonló, a demokratikus centralizmust alkalmazó szabályt használnak a központi bizottságukban. 
Ha egy tag mégis szembe kívánna menni a hivatalos kabinetállásponttal, akkor le kell mondania pozíciójáról. 
A kollektív felelősség kapcsolatban áll azzal a szabállyal, amely szerint ha a parlamentben győz egy bizalmatlansági szavazás, az egész kormány lemond. Következményként új kormányt alakítanak, vagy feloszlatják a parlamentet és választásokat tartanak. A kollektív kormányfelelősségen kívül a minisztereknek egyéni felelősségük is van a saját működési területükön történtekért.

## Fordítás
Ez a szócikk részben vagy egészben  a   Cabinet collective responsibility című angol Wikipédia-szócikk ezen változatának fordításán alapul.  Az eredeti cikk szerkesztőit annak laptörténete sorolja fel. Ez a jelzés csupán a megfogalmazás eredetét és a szerzői jogokat jelzi, nem szolgál a cikkben szereplő információk forrásmegjelöléseként.